# Габреш (дем Костур)
 Тази статия е за селото в Гърция.  За селото в Северна Македония вижте Габреш (община Куманово).  
Га̀бреш (на гръцки: Γάβρος, Гаврос, до 1926 година Γαβρέσι или Γκαμπρέσι, Гавреси/Габреси) е село в Егейска Македония, Република Гърция, дем Костур, област Западна Македония.

## География
Селото е разположено на 12 километра северно от демовия център Костур, в областта Кореща (Корестия) на десния бряг на Рулската река. Селото е на практика изоставено. От другата страна на реката е създадено ново селище, наричано Неос Икисмос (Νέος Οικισμός, в превод Ново село) или Кореща (Κορέστια) по името на областта. Църквата в Стари Габреш се нарича „Свети Никола Нови“ (1870), а двата параклиса са „Свети Мина“ и „Света Богородица Пречиста“ („Въведение Богородично“). До  „Свети Никола“ е църквата „Свети Никола Стари“ („Свети Модест“) от XVI век. Между Габреш и Брезница е Габрешкото кале.

## История

### В Османската империя
В османски данъчен регистър от 1530 година е отбелязано като село с 54 семейства. В края на XIX век Габреш е чисто българско село. В „Етнография на вилаетите Адрианопол, Монастир и Салоника“, издадена в Константинопол в 1878 година и отразяваща статистиката на населението от 1873 година, Габреш (Gabrèche) е посочено като село в Костурска каза с 38 домакинства и 115 жители българи.
В селото в 70-те години е отворено българско училище. Гръцкият владика Иларион Костурски пристига в Габреш, за да се опита лично да го закрие.
Според статистиката на Васил Кънчов („Македония. Етнография и статистика“) в 1900 година Габреш има 455 жители българи християни.
На Етнографската карта на Битолския вилает на Картографския институт в София от 1901 година Габреш е чисто българско село в Костурската каза на Корчанския санджак със 75 къщи.
В началото на XX век според гръцка статистика в селото живеят 62 екзархийски и 28 патриаршистки семейства, но след Илинденското въстание в 1903 година всички жители на Габреш минават под върховенството на Българската екзархия. Същата година турските власти не допускат учителя Сандо Байов от Нестрам да отвори българско училище в селото. По данни на секретаря на екзархията Димитър Мишев („La Macédoine et sa Population Chrétienne“) в 1905 година в селото има 600 българи екзархисти и функционира българско училище.
Гръцка статистика от 1905 година не отразява промяната и представя селото като гръцко с 318 жители. Според Георги Константинов Бистрицки Габреш преди Балканската война има 100 български къщи.
В 1915 година костурчанинът учител Георги Райков пише:
| „ | 1 3/4 ч. на югозапад от с. Брезница по течението на река Бигла, на десния ѝ бряг и дефилето за Костур е разположено с. Габреш. В него жителите му си говорят чисто български и признават за свой духовен началник Българския Екзарх Йосиф I и си имат свои българска църква и българско училище. | “ |

На етническата карта на Костурското братство в София от 1940 година, към 1912 година Габрешъ е обозначено като българско селище.

### В Гърция
През войната селото е окупирано от гръцки части и след Междусъюзническата война в 1913 година остава в Гърция. Боривое Милоевич пише в 1921 година („Южна Македония“), че Габреш има 100 къщи славяни християни.
В 1926 година селото е прекръстено на Гаврос. В 1928 година в селото има 7 гърци бежанци от Турция. Между 1914 и 1919 година 9 души от Габреш подават официално документи за емиграция в България, а след 1919 – 7. В селото има едно политическо убийство. Между двете световни войни има голяма емиграция отвъд океана.
През Втората световна война Габреш е в италианската окупационна зона и пострадва от окупаторите. През 1945 година гръцкият външен министър Йоанис Политис нарежда събирането на демографски данни за ном Костур. Габреш (Гаврос) е отбелязано като село с общо 355 жители, от които 340 славяноезични, с българско  самосъзнание.
По време на Гръцката гражданска война селото пострадва силно, 87 деца от Габреш са изведени от селото от комунистическите части като деца бежанци. Част от жителите на Габреш бягат в Югославия, а в селото се укриват хора от околните села.
След войната започва масова емиграция отвъд океана.
Жителите се занимават със земеделие, като произвеждат жито, боб, овощия и частично със скотовъдство.
| Име        | Име        | Ново име    | Ново име    | Описание                                          |
| ---------- | ---------- | ----------- | ----------- | ------------------------------------------------- |
| Осово      | Όσοβο      | Скиеро Рема | Σκιερὸ Ρέμα | река в Дъмбенската планина З от Габреш            |
| Бочила     | Πότσιλα    | Апало       | Απαλό       | връх в Дъмбенската планина, СЗ от Габреш          |
| Карпи      | Κορπὲς     | Корфес      | Κορφές      | връх в Дъмбенската планина (1228 m), СЗ от Габреш |
| Манкова    | Μάνκοβα    | Адиавато    | Αδιάβατο    | местност в Дъмбенската планина, СЗ от Габреш      |
| Черна гора | Τσερναζόρα | Дримос      | Δρυμός      | местност във Вич, С от Габреш                     |
| Рескенче   | Ρεσκέντσε  | Дафномилис  | Δαφνομήλης  | местност във Вич, С от Габреш                     |

| Година    | 1913 | 1920 | 1928 | 1940 | 1951 | 1961 | 1971 | 1981 | 1991 | 2001 | 2011 | 2021 |
| --------- | ---- | ---- | ---- | ---- | ---- | ---- | ---- | ---- | ---- | ---- | ---- | ---- |
| Население | 648  | 509  | 405  | 384  | 447  | 107  | 75   | 91   | 10   | 7    | 0    | 0    |

## Личности
Габреш дава доста дейци на българската революционна организация в Македония в края на XIX - началото на XX век, като най-известните са Вангел Будина (1870 – 1908), войвода на ВМОРО от влашки произход, Лабро Филев (Фильовичин, 1874 – 1945), революционер и емигрански деец и Ангел Бесвински, подвойвода. Сред емигрантските дейци в Канада с българско съзнание е деецът на МПО Лабро Тенекев (1895 – 1937), а с македонско Стив Ставро (1927 – 2006), канадски бизнесмен. и Васко Панчаровски (1922 – 2009), канадски общественик. Видни емигранти в Югославия от Габреш са Апостол Керамитчиев (1913 – 1997), археолог, Кръсте Битовски (1926 – 2009), историк, Михайло (Мельо) Керамитчиев (1915 – 1981), гръцки и югославски комунистически деец и Наум Пейов (1919 – 2003), гръцки и югославски комунистически деец. Габреш е родно място на гъркоманския андартски капитан Димитър Далипо (Димитрис Далипис, ? – 1906) и на сина му политик Анастасиос Далипис (1896 – 1949). По произход от Габреш са канадският бизнесмен Джон Битов Старши (1928 – 2015) и гръцкият политик Зисис Папалазару (1905 – 1997).